# کیلرن
کیلرن (به انگلیسی: Killearn) یک روستا در بریتانیا است که در استیرلینگ واقع شده‌است. کیلرن ۱٬۷۰۱ نفر جمعیت دارد.